# Botroidal

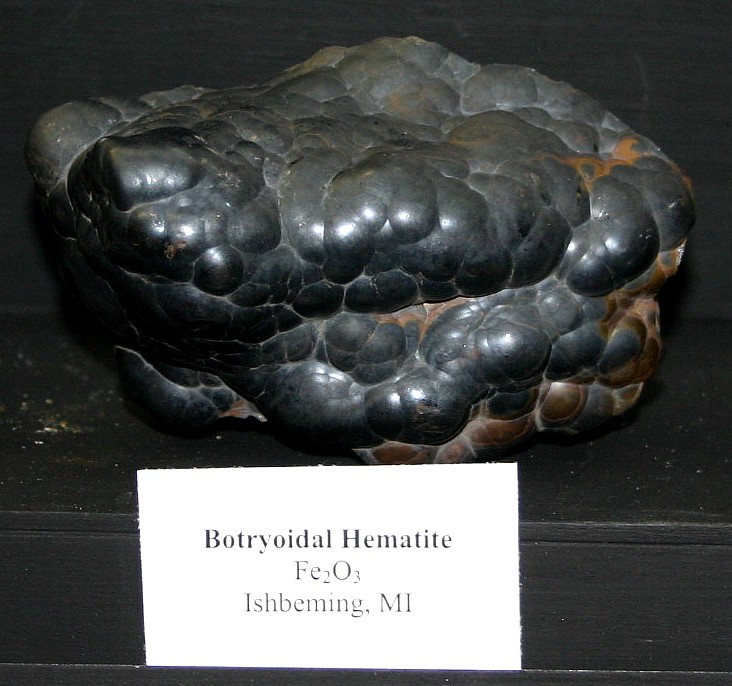
Hematita botrioidal.

Una textura o hábito mineral botroidal es aquella en la que el mineral tiene una forma externa globular y que se asemeja a un racimo de uvas, de donde deriva el nombre desde el griego. Esta es una forma común para muchos minerales, especialmente en la hematita en la que es la forma clásicamente reconocida. También es una forma común de goethita, smithsonita, fluorita, malaquita y crisocola.
Cada esfera (uva) en un mineral botroidal es más pequeña que la de un mineral reniforme, y mucho más pequeño que el de un mineral mamilar. Los minerales botroidales se forman cuando hay muchos núcleos cerca presentes: granos de arena, polvo u otras partículas. Las capas de material mineral se depositan radialmente alrededor de los núcleos. Cuando se deposita más material, las esferas se hacen más grandes y, finalmente, se superponen con las que están cerca. Estas esferas cercanas se fusionan para formar el agrupamiento botroidal.